# Polonyi István Géza
Polonyi István Géza (Kolozsvár, 1944. augusztus 17. –) erdélyi magyar orvos, szakíró.

## Életútja
Szülővárosa 11. számú (ma Báthory István) Líceumában érettségizett (1962), a Kolozsvári Orvostudományi Egyetemen szerzett diplomát (1968). Általános orvos Oláhszentgyörgyön (1968-72), majd igazgató főorvos a kolozsvári Monostor negyedi mikropoliklinikán. Érdemes orvos (1985), a Romániai Orvosok Szövetsége, 1990-től az Erdélyi Múzeum-Egyesület (EME) Orvostudományi Szakosztályának tagja. Dolgozatait a véralvadásról, vérnyomásról, szívbeteg állapotos nők megfigyeléséről román nyelvű kötetekben adta ki (Trauma de coagulare la gravide. Kolozsvár 1976; Corelația între hipertensiunea arterială și grupele sanguine. Kolozsvár  1978; Observații privind cardiografiile la gravide. Konstanca 1980; Cardiopatii congenitale și cardiopatiile reumatismale la femeia gravidă. Marosvásárhely 1982). Magyarul a kolozsvári Igazság, majd Szabadság Orvosé a szó s a Dolgozó Nő, illetve a Családi Tükör Az orvos válaszol című rovatában jelentkezik.